# Tetragnatha hamata
Tetragnatha hamata este o specie de păianjeni din genul Tetragnatha, familia Tetragnathidae, descrisă de Thorell, 1898.
Este endemică în Myanmar. Conform Catalogue of Life specia Tetragnatha hamata nu are subspecii cunoscute.